# 春風亭一猿
春風亭 一猿（しゅんぷうてい いちえん、1989年2月12日 - ）は、落語協会に所属する落語家。

## 経歴
2014年11月、春風亭一朝に入門。2015年10月1日、前座となる。前座名「一猿」。
2019年5月21日に柳家寿伴、桃月庵白浪、春風亭㐂いちと共に二ツ目昇進。2021年から2022年6月まで体調不良の為活動を休止。

## 芸歴
- 2014年11月∶春風亭一朝に入門。
- 2015年10月∶前座となる、前座名「一猿」。
- 2019年5月∶二ツ目昇進。

## 人物
趣味は、日本舞踊、笛、紅茶、民芸。
名前の由来は天然記念物の猿で有名な大阪府箕面市出身であることからきている。
前座時代、鈴々舎馬風が手を差し出し、握手をしたら杖を取って欲しかったらしく、死ぬほど怒られた。
学生時代に619(シックスワンナイン)というコンビ名でM-1甲子園に出場し優勝している。
落語協会二ツ目の勉強会「チャノマ」メンバー。